# .bzh
.bzh é um domínio de topo genérico aprovado na internet, destinado à Bretanha e aos idiomas e culturas bretões. Em 10 de maio de 2013, a ICANN aprovou a criação desse domínio. Em 27 de fevereiro de 2014, a ICANN assinou um contrato de registro com o solicitante.

## Histórico
A ideia de solicitar um domínio de topo genérico .bzh foi mencionada pela primeira vez em 2004 por Christian Ménard, membro do parlamento francês. A implementação do domínio de topo genérico .cat em 2006 reavivou a ideia. Uma petição on-line, iniciada por Mikael Bodlore-Penlaez por meio do site geobreizh.com, mobilizou a opinião pública e incentivou as autoridades locais a declarar apoio público a esse projeto. O Conseil Général d'Ille et Vilaine (14 de abril de 2006), o Conseil Régional de Bretagne (14 de junho de 2006) e o Conseil Général du Finistère (15 de junho de 2006) apoiaram unanimemente a ideia da criação do .bzh. Em 2007, o Conselho Regional da Bretanha iniciou um estudo de viabilidade do projeto. Com a orientação de uma comissão diretora envolvendo várias partes interessadas, em 2008, este estudo resultou no estabelecimento de uma estrutura formal para apoiar a candidatura bretã: www.bzh. A associação www.bzh foi responsável pela elaboração da candidatura, reunindo os fundos necessários para garantir seu envio e sua divulgação na comunidade bretã. Em dezembro de 2008, a associação recebeu apoio financeiro do Conseil Régional de Bretagne. A petição on-line recebeu mais de 21.000 assinaturas. Em 2014, o domínio de topo genérico .bzh foi aprovado e agora é usado por uma variedade de pessoas, grupos e empresas que estão localizados na Bretanha ou têm vínculos com a região. Em 2023, a extensão de internet bretã .bzh conta com mais de 12.000 registros. Paralelamente à divulgação da extensão de internet .bzh, a associação www.bzh promove outros serviços para desenvolver a imagem da Bretanha na web: campanha para um emoji da bandeira bretã, serviço de e-mail.